# Журналь де Саван
«Журналь де саван» (Journal des sçavans, з 1816 року — «журнал вчених», за сучасною орфографією Journal des savants) — найдавніший науково-літературний журнал Європи. Вперше був опублікований у Парижі 1665 року. Відтоді журнали поширилися і в інших країнах.

## Історія виникнення
Ідея літературного журналу виникла у Франції завдяки Теофрасту Ренодо періодично публікувати в своєму «Бюро d'Adresse» (створений в 1629) реферати на літературні та наукові теми. Близько 1663 року Мезере отримав привілей на видання літературного журналу, але не встиг його реалізувати до 5 січня 1665 року, коли його думкою скористався радник паризького парламенту Дені де Салло й випустив перший номер «Журналь де sçavans».

## Початок видання
Перший номер журналу вийшов 5 січня 1665 року в Парижі у вигляді 12-сторінкової брошури; його завданням оголошувалося інформувати читача «про новини Республіки словесності». Спочатку він видавався Дені де Салло і поміщав поряд з відомостями про відкриття та винаходи в різних галузях науки (анатомії, метеорології, механіці), некрологи знаменитих людей, роботи з церковної історії, протоколи судових засідань. «Журналь Де саван» дуже швидко зацікавилися за межами Франції; за його прикладом в інших країнах почали випускати свої наукові журнали. Лондонське королівське товариство вже через два місяці випустило перший номер своїх «Філософських праць», за якими пішли Giornale де 'Letterati (Парма, 1668), Acta Eruditorum (Лейпциг, 1682) та ін.

## Подальша доля
Незабаром заборонений, цей журнал поновився в січні 1666 року під редакцією абата Галлуа (Жан Галуа, 1632—1707) і безперешкодно виходив до 1701 року, коли його придбав уряд і доручив його редакцію комісії вчених. До 1723 року журнал виходив нерегулярно, здебільшого — раз на тиждень. Незадовго перед революцією він помітно пожвавився, перетворився на щомісячник і видавався в такому форматі до 1792 року, коли потрапив під заборону революційної влади і перестав виходити.
Після Реставрації в 1816 році журнал знову вийшов друком, перейменувавшись у «Журналь де савантів»; журнал став приділяти більше уваги літературній та суспільно-політичній тематиці і менше — науковій. Редагувався комісією з виборних членів, до якої входили: 1) так звані асистенти і 2) автори, зобов'язані доставляти щонайменше по три статті щорічно. Усі повідомлення обговорювалися на загальних зборах. Зараз журнал виходить двічі на рік.